# Popis napuljskih kraljeva i kraljica
Za širu listu, pogledajte „Popis vladara Sicilije i Napuljskog Kraljevstva“.
Ovaj članak sadrži popis napuljskih kraljeva i kraljica. Žene su imale pravo na vladanje Napuljem – na popisu su vladarice Ivana I. i Ivana II.
Pogledajte također „Popis supružnika napuljskih vladara“.
Napuljsko Kraljevstvo
Pogledajte također „Anžuvinci“.
Dinastija Anjou (Capet)

| Portret | Ime                               | Grana                  | Od          | Do          | Odnos s prethodnicima |
| ------- | --------------------------------- | ---------------------- | ----------- | ----------- | --- |
|         | Karlo I. Anžuvinac                | Anžuvinci-Sicilijanski | 1282.       | 1285.       | južna polovica Apeninskog poluotoka je bila dio Kraljevine Sicilije prije nego što je Sicilijanska večernja otjerala Karla s otoka |
|         | Karlo II. Napuljski (Karlo Hromi) | Anžuvinci-Sicilijanski | 1285.       | 1309.       | sin Karla I. Napuljskog |
|         | Robert, kralj Napulja             | Anžuvinci-Napuljski    | 1309.       | 1343.       | sin Karla II. Napuljskog |
|         | Ivana I., napuljska kraljica      | Anžuvinci-Napuljski    | 1343.       | 1382.       | unuka Roberta Napuljskog, kći Karla Kalabrijskog                                                                                   |
|         | Karlo III. Napuljski              | Anžuvinci-Drački       | 1382.       | 1386.       | drugi bratić Ivane I., sin Ludovika Dračkog                                                                                        |
|         | Ladislav Napuljski                | Anžuvinci-Drački       | 1386. 1399. | 1389. 1414. | sin Karla III. Napuljskog |
|         | Ivana II. Napuljska               | Anžuvinci-Drački       | 1414.       | 1435.       | kći Karla II. Napuljskog, sestra Ladislava Napuljskog                                                                              |

Suprug Ivane I., Ludovik I., vladao je zajedno sa svojom ženom. Par je imao dvije kćeri, koje su umrle prije majke.

Dinastija Valois-Anjou

Vladarica Ivana I. posvojila je Luja, sina francuskog kralja.
| Ime         | Slika | Supružnik          |
| ----------- | ----- | ------------------ |
| Luj I.      |       | Marija od Bloisa   |
| Ludovik II. |       | Jolanda Aragonska  |
| Luj III.    |       | Margareta Savojska |

- Renato Anžuvinac, nasljednik Ivane II.